# Paeonia baokangensis
Paeonia baokangensis är en pionväxtart som beskrevs av Z.L. Dai och T. Hong. Paeonia baokangensis ingår i släktet pioner, och familjen pionväxter. Inga underarter finns listade i Catalogue of Life.